# 융허궁역
융허궁역(중국어: 北新桥站)은 중국 베이징시 둥청구 베이신차오 가도·안딩먼 가도·허핑리 가도의 접경인 북2환로·허핑리 서가·융허궁 대가·안딩먼 동대가 교차로의 융허궁교 하방에 있는 베이징 지하철 2호선과 5호선의 지하철 환승역이다.

## 위치
이 역은 북2환로의 안딩먼 가도·융허궁 대가 및 허핑리 서가의 교차점에 위치하고, 인근 옹화궁의 이름을 따서 제정되었다.

## 역 구조
2호선은 교차로 동쪽에 있고, 5호선 역은 교차로 남쪽에 위치한 두 노선 모두 지하에 있는 역이다. 2호선은 일반적인 섬식 승강장 구조이고, 5호선은 복층식 섬식 승강장의 구조이다.

### 층별 구조
| 지면                        | 출입구                                 | A–G출입구                                          |
| 지하 1층 2, 5호선 대합실 층 | 대합실                                 | 발권 서비스, 자동 티켓 판매기, 이카통(一卡通) 충전 |
| 지하 2층 2호선 승강장       | ←                                      | ■ 2호선 외선순환 방면(안딩먼)                      |
| 지하 2층 2호선 승강장       | 섬식 승강장, 왼쪽 출입문이 열림        |                                                    |
| 지하 2층 2호선 승강장       | →                                      | ■ 2호선 내선순환 방면(둥즈먼)                      |
| 지하 3층 5호선 승강장       | ←                                      | ■ 5호선 톈퉁위안베이 방면(허핑리베이제)            |
| 지하 3층 5호선 승강장       | 복층식 섬식 승강장, 왼쪽 출입문이 열림 |                                                    |
| 지하 3층 5호선 승강장       | →                                      | ■ 5호선 쑹자좡 방면(베이신차오)                    |

### 승강장
2호선 승강장은 안딩먼 동대가(安定门东大街) 아래에 위치한다. 천장에 있는 등불의 모양은 부처님이 올려놓은 로제트를 의미하며, 이는 불상의 장미 모양을 상징한다. 불교의 삼계, 오지, 등잔 아래에는 커튼 모양의 장식과 기도 깃발이 걸려 있다.. 2호선 승강장의 서쪽 끝에는 5호선 승강장으로 이어지는 환승 계단이 존재하고, 5호선 승강장은 융허궁 대가(雍和宫大街) 아래에 위치한다. 이는 4개 경간으로 구성된 섬식 승강장의 구조로 설계되어 있다. 상위층의 동쪽 승강장은 원래 2호선이 건설될 당시를 대비한 승강장이고, 하위층의 서쪽 승강장은 새로 건설된 승강장이다. 2호선 승강장 동쪽 끝에 건넘선이 존재한다.

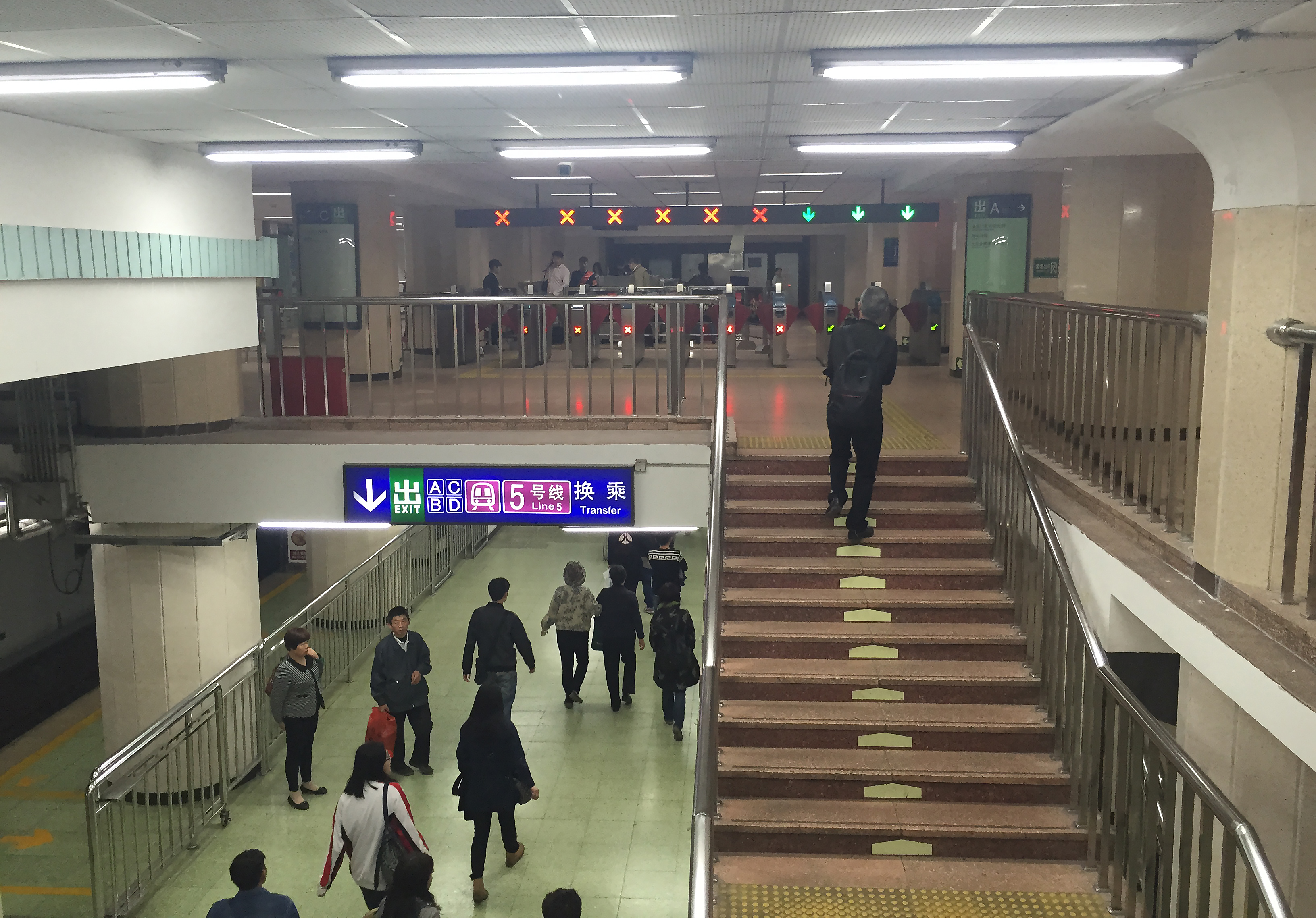
2호선 대합실 및 승강장 (2016년 4월 촬영)
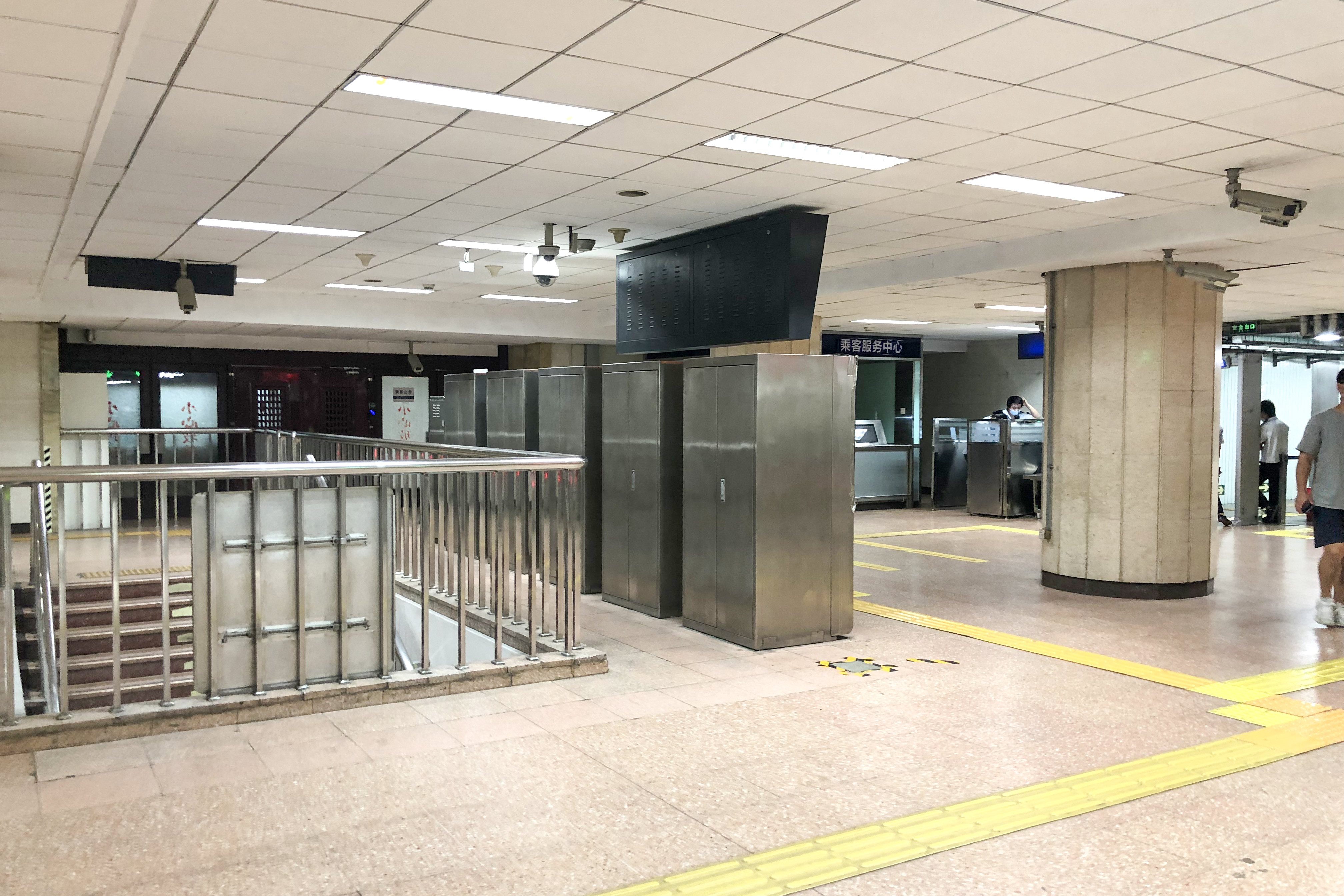
2호선 서쪽 대합실 및 무료 구역 (2021년 7월 촬영 사진)
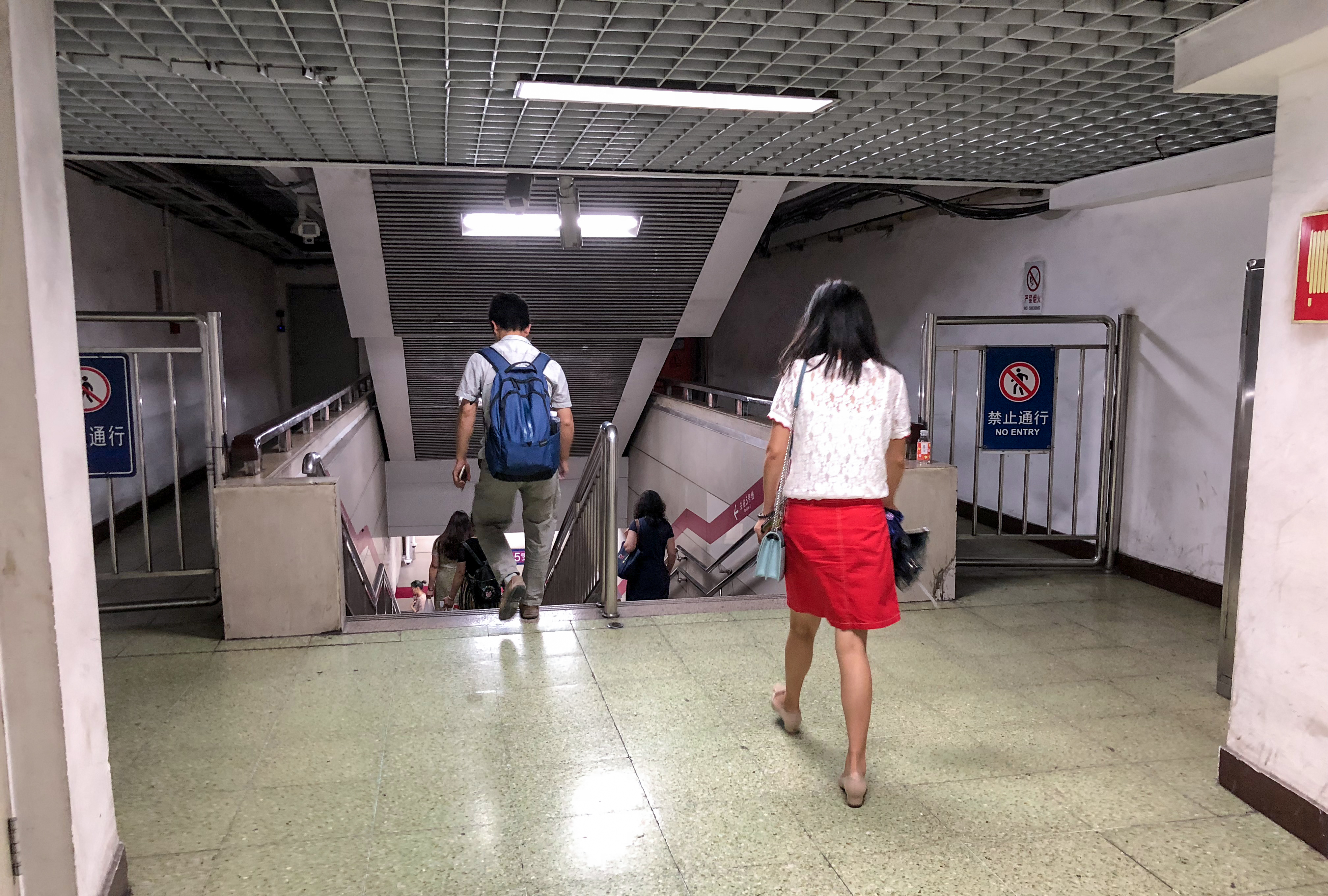
2 - 5호선 간 환승 통로 (2018년 8월 촬영)
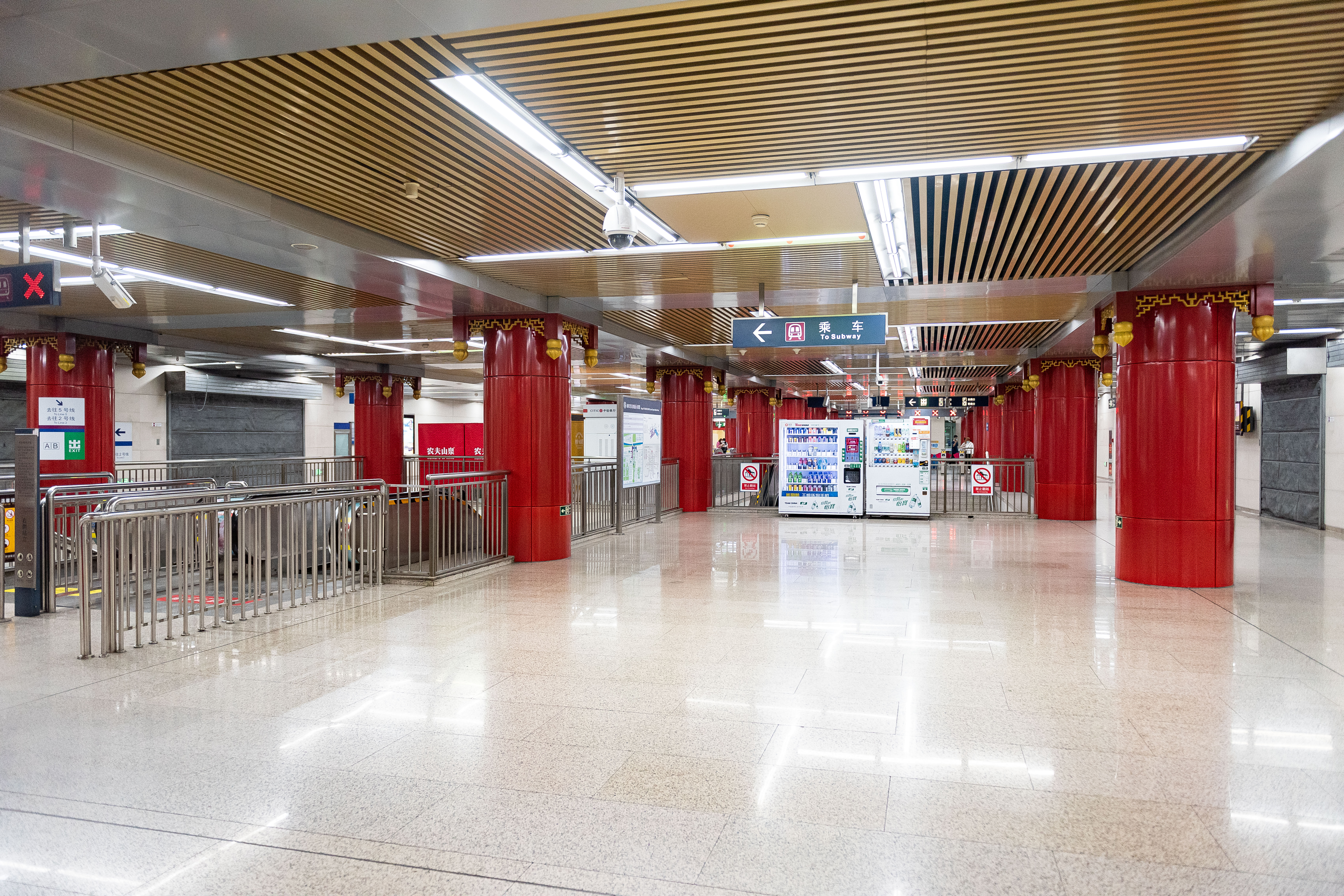
5호선 대합실(2021년 7월 촬영)
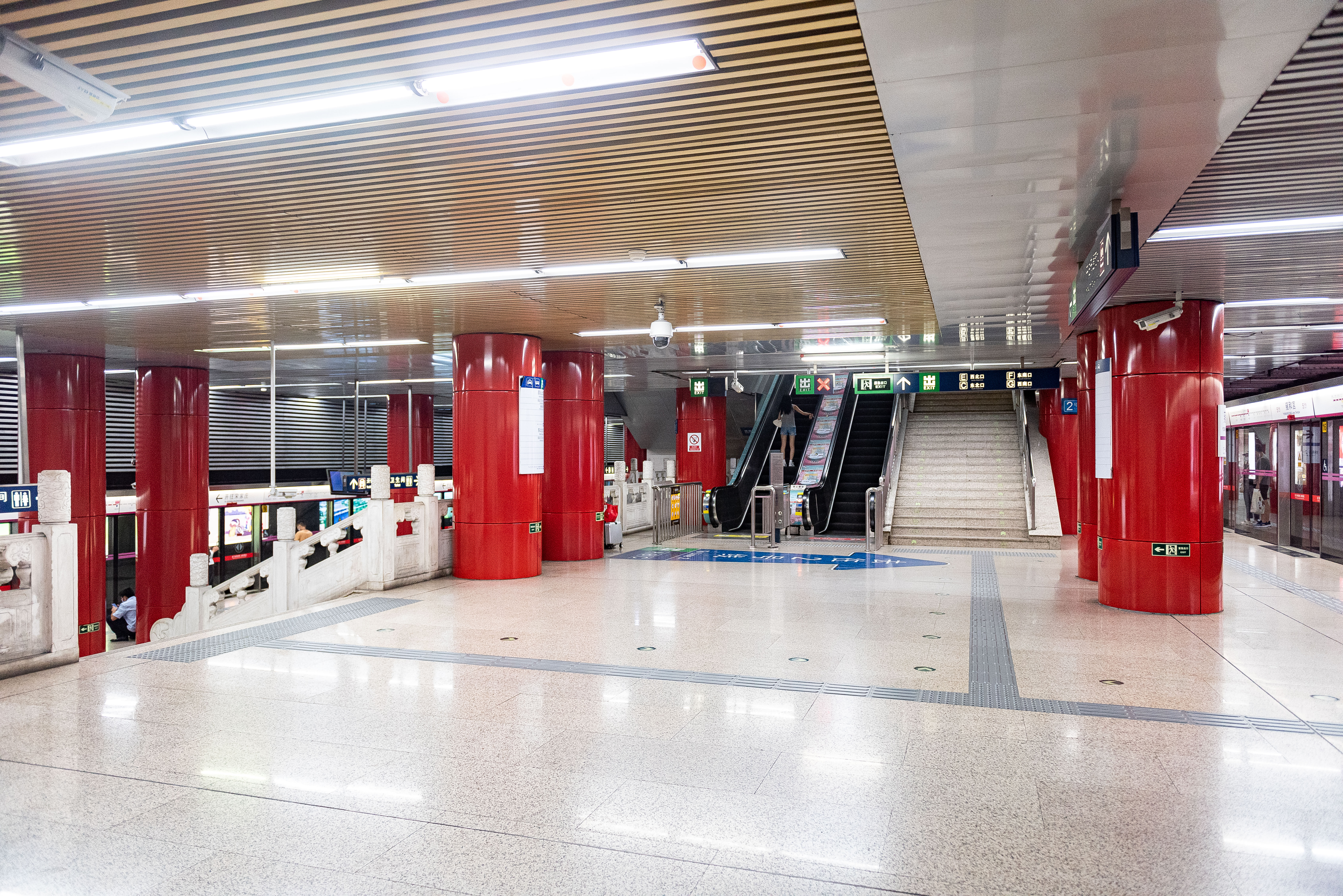
5호선 복층식 상부층 승강장 (2021년 7월 촬영)

## 출구
이 역은 2호선 A(북서), B(남동), C(남서), 5호선 A(북서), B(북동), C(남동), D(남서) 등 7개의 출구가 있다. 5호선 개통 이후에는 출입구가 기존의 출구 번호와 이어지지 않고 따로 번호가 매겨져 있었고, 2호선 C출구와 5호선 B출구가 같은 출구였다. 2016년 8월, 베이징 지하철은 거의 9년 동안 지속된 출입구 중복 번호 문제에 대응하여 5호선 융허궁역의 기존 A(북서쪽 출구)를 E 출구로, 기존 B 출구를 C 출구로 변경했다. 기존 C(남동쪽 출구)는 F출구로, D출구(남서쪽 출구)는 G출구로 변경되었다.
|                            |                                      |                                                                                                |      |           |
|                            |                                      |                                                                                                |      |           |
| 출구                       | 지시                                 | 출구 인근                                                                                      | 사진 | 편의 시설 |
| ■ 2호선 역사 연결          |                                      |                                                                                                |      |           |
| 出口 · A                   | 안딩먼 동대가(安定门东大街) 북측     | 디탄 공원(地坛公园)                                                                            |      | 빈칸      |
| 出口 · B                   | 안딩먼 동대가 남측(安定门东大街南侧) | 베이징시 공안국 출입국관리사무소(北京市公安局出入境管理处)                                     |      | 빈칸      |
| 出口 · C                   | 안딩먼 동대가 남측(安定门东大街南侧) | 옹화궁(雍和宫)                                                                                 |      |           |
| ■ 5호선 역사 연결          |                                      |                                                                                                |      |           |
| 出口 · E                   | 안딩먼 동대가(安定门东大街)          | 옹화궁(雍和宫), 국립문화교류센터(民族文化交流中心)                                             |      |           |
| 出口 · F                   | 융허궁 대가(雍和宫大街)              | 베이신후퉁(北新胡同), 옹화궁(雍和宫), 보린샤(柏林寺), 중국귀국화교연맹(中华全国归国华侨联合会) |      |           |
| 出口 · G                   | 융허궁 대가(雍和宫大街)              | 우다오잉후퉁(五道营胡同), 국자감(国子监), 국자감 중학교(国子监中学)                            |      | 빈칸      |
| 아이콘 설명: 휠체어 리프트 |                                      |                                                                                                |      |           |

## 영어 역명
2021년 12월 말, 이 역의 영어 역명이 “Lama Temple”에서 “Yonghegong (Lama Temple)”으로 변경되었다. 2호선 외선 순환(둥즈먼 방향) 도착 안내 방송에서는 융허궁역의 영어 역명이 “Lama Temple”으로 발표되었다. 2022년 12월, 본 유적지의 영문명은 “Yonghegong Lama Temple”로 변경되었으며, 유적지 등록은 그대로 유지되었다.

## 역 폐쇄
매년 음력 1월 1일에는 많은 사람들이 옹화궁 라마사에 향을 올리기 때문에 이 역은 매년 첫 차부터 같은 날 오후까지 폐쇄된다. 또한, 융허궁 대가의 남단인 베이신차오역의 A 및 B 출입구도 폐쇄된다.

## 같이 보기
- 옹화궁